# Nicola Falasco
Nicola Falasco (Piove di Sacco, 5 ottobre 1993) è un calciatore italiano, difensore svincolato.

## Caratteristiche tecniche
Nasce calcisticamente come terzino sinistro di spinta, dotato di una buona capacità di corsa ed abile tecnicamente, tuttavia può giocare come quinto di centrocampo sulla fascia mancina, ed all'occorrenza può essere impiegato come difensore centrale.

## Carriera

### Club

#### Gli inizi
Cresciuto nei settori giovanili di Piovese e Brescia, ha disputato la prima stagione professionistica in prestito alla Feralpisalò, rimanendo però ai margini della rosa. Il 1º agosto 2013 passa, sempre a titolo temporaneo, al Viareggio, imponendosi come titolare nel ruolo. 

#### Pistoiese
Il 4 agosto 2014 si trasferisce alla Pistoiese, con cui disputa un buon campionato a livello individuale; il 25 giugno 2015 viene acquistato a titolo definitivo dal club toscano, firmando un biennale.

#### Roma e Cesena
Nel successivo mercato invernale Federico Balzaretti, dirigente della Roma, lo segnala al club capitolino, che ne compra il cartellino per 220.000 euro. Il giocatore si lega con un quadriennale ai giallorossi e contestualmente viene ceduto a titolo temporaneo al Cesena; resta con la squadra romagnola anche nella stagione successiva.

#### Avellino e Perugia
Il 29 giugno 2017 si trasferisce in prestito con obbligo di riscatto all'Avellino. Rimasto senza squadra dopo l’esclusione del club irpino dalla Serie B, il 9 agosto 2018, viene tesserato dal Perugia, firmando un triennale con la società umbra. Il 30 ottobre successivo, sigla la sua prima rete con la maglia del Grifo nella partita vinta per 3-2 in casa contro il Padova.

#### Pordenone e Ascoli
Il 9 settembre 2020, dopo la retrocessione dei perugini, passa al Pordenone, con cui si lega fino al 2022.
Il 13 gennaio 2022 viene ceduto all'Ascoli.
Al termine del mercato invernale 2024 viene messo fuori rosa dai marchigiani.

#### Trento
Dopo qualche mese da svincolato, il 23 gennaio 2025 viene acquistato fino a giugno dal Trento, in Serie C.

## Calcioscommesse
Il 4 agosto 2016 viene deferito per omessa denuncia in relazione alla tentata combine della partita Pistoiese-L’Aquila (3-1) del 14 aprile 2015, legata allo scandalo italiano del calcioscommesse del 2015. Ascoltato il 19 ottobre dalla Procura Federale, vengono richiesti per Falasco sei mesi di squalifica; il 27 marzo 2017 viene prosciolto da ogni accusa, in quanto estraneo ai fatti.

## Statistiche

### Presenze e reti nei club
Statistiche aggiornate al 4 maggio 2025.
| Stagione         | Squadra          | Campionato       | Campionato | Campionato | Coppe nazionali | Coppe nazionali | Coppe nazionali | Coppe continentali | Coppe continentali | Coppe continentali | Altre coppe | Altre coppe | Altre coppe | Totale | Totale |
| Stagione         | Squadra          | Comp             | Pres       | Reti       | Comp            | Pres            | Reti            | Comp               | Pres               | Reti               | Comp        | Pres        | Reti        | Pres   | Reti   |
| ---------------- | ---------------- | ---------------- | ---------- | ---------- | --------------- | --------------- | --------------- | ------------------ | ------------------ | ------------------ | ----------- | ----------- | ----------- | ------ | ------ |
| 2012-2013        | Feralpisalò      | 1D               | 13         | 1          | CI-LP           | 2               | 0               | -                  | -                  | -                  | -           | -           | -           | 15     | 1      |
| 2013-2014        | Viareggio        | 1D               | 24         | 0          | CI+CI-LP        | 1+0             | 0               | -                  | -                  | -                  | -           | -           | -           | 25     | 0      |
| 2014-2015        | Pistoiese        | LP               | 20         | 0          | CI-LP           | 3               | 0               | -                  | -                  | -                  | -           | -           | -           | 23     | 0      |
| 2015-gen. 2016   | Pistoiese        | LP               | 15         | 0          | CI-LP           | 2               | 0               | -                  | -                  | -                  | -           | -           | -           | 17     | 0      |
| Totale Pistoiese | Totale Pistoiese | Totale Pistoiese | 35         | 0          |                 | 5               | 0               |                    | -                  | -                  |             | -           | -           | 40     | 0      |
| feb.-giu. 2016   | Cesena           | B                | 6          | 0          | CI              | 0               | 0               | -                  | -                  | -                  | -           | -           | -           | 6      | 0      |
| 2016-2017        | Cesena           | B                | 11         | 0          | CI              | 2               | 0               | -                  | -                  | -                  | -           | -           | -           | 13     | 0      |
| Totale Cesena    | Totale Cesena    | Totale Cesena    | 17         | 0          |                 | 2               | 0               |                    | -                  | -                  |             | -           | -           | 19     | 0      |
| 2017-2018        | Avellino         | B                | 21         | 0          | CI              | 2               | 0               | -                  | -                  | -                  | -           | -           | -           | 23     | 0      |
| 2018-2019        | Perugia          | B                | 22+1       | 1          | CI              | 0               | 0               | -                  | -                  | -                  | -           | -           | -           | 23     | 1      |
| 2019-2020        | Perugia          | B                | 19+1       | 1          | CI              | 2               | 0               | -                  | -                  | -                  | -           | -           | -           | 23     | 1      |
| Totale Perugia   | Totale Perugia   | Totale Perugia   | 41+2       | 2          |                 | 2               | 0               |                    | -                  | -                  |             | -           | -           | 45     | 2      |
| 2020-2021        | Pordenone        | B                | 27         | 1          | CI              | 1               | 0               | -                  | -                  | -                  | -           | -           | -           | 28     | 1      |
| 2021-gen. 2022   | Pordenone        | B                | 14         | 1          | CI              | 0               | 0               | -                  | -                  | -                  | -           | -           | -           | 14     | 1      |
| Totale Pordenone | Totale Pordenone | Totale Pordenone | 41         | 2          |                 | 1               | 0               |                    | -                  | -                  |             | -           | -           | 42     | 2      |
| gen.-giu. 2022   | Ascoli           | B                | 16+1       | 1          | CI              | 0               | 0               | -                  | -                  | -                  | -           | -           | -           | 17     | 1      |
| 2022-2023        | Ascoli           | B                | 27         | 0          | CI              | 1               | 0               | -                  | -                  | -                  | -           | -           | -           | 28     | 0      |
| 2023-2024        | Ascoli           | B                | 17         | 0          | CI              | 0               | 0               | -                  | -                  | -                  | -           | -           | -           | 17     | 0      |
| Totale Ascoli    | Totale Ascoli    | Totale Ascoli    | 60+1       | 1          |                 | 1               | 0               |                    | -                  | -                  |             | -           | -           | 62     | 1      |
| gen.-giu. 2025   | Trento           | C                | 11+1       | 0          | CI-C            | 0               | 0               | -                  | -                  | -                  | -           | -           | -           | 12     | 0      |
| Totale carriera  | Totale carriera  | Totale carriera  | 264+4      | 6          |                 | 16              | 0               |                    | -                  | -                  |             | -           | -           | 284    | 6      |